# Vasilije Adžić
Vasilije Adžić (ur. 12 maja 2006 w Nikšiciu) – czarnogórski piłkarz występujący na pozycji pomocnika w Juventusie.

## Kariera klubowa
Wychowanek klubu Budućnost Podgorica, w barwach którego w 2022 rozpoczął karierę piłkarską. 11 lipca 2024 podpisał 3-letni kontrakt z Juventusem.

## Kariera reprezentacyjna
W młodzieżowej reprezentacji Czarnogóry zadebiutował 12 września 2023 w wygranym 1:0 meczu kwalifikacyjnym do ME U21-2025 z Armenią. Wcześniej bronił barw juniorskiej reprezentacji.

## Sukcesy

### Sukcesy klubowe
Budućnost Podgorica
- mistrz Czarnogóry: 2022/23
- zdobywca Pucharu Czarnogóry: 2023/24